# Bronski Beat
Bronski Beat va ser un trio anglès de synthpop format per Jimmy Somerville, Steve Bronski i Larry Steinbachek que va assolir èxit a mitjans de la dècada de 1980. Tots els membres de la banda eren obertament homosexuals i les seves cançons ho reflectien, i sovint contenint comentaris polítics sobre temes relacionats amb els gais, donant suport al partit laborista. Somerville va deixar Bronski Beat el 1985 per desavinences polítiques i va formar The Communards, sent reemplaçat pel nou vocalista John Foster, amb qui la banda va continuar tenint èxits al Regne Unit i Europa fins a 1986 deixant de banda la política centrant-se en el pop pur. Foster va deixar Bronski Beat després del seu segon àlbum, i la banda va tenir diversos vocalistes abans de dissoldre's el 1996.
El 2016 Steve Bronski va formar la banda de nou al costat d'Ian Donaldson, membre de la banda en la dècada de 1990, i Stephen Granville.

## Discografia
- 1984: The Age of Consent
- 1986: Truthdare Doubledare
- 1987: Out & About (publicat digitalment en 2017)
- 1995: Rainbow Nation
- 2017: The Age of Reason